# Ой по горі роман цвіте…
«Ой по горі роман цвіте…» — вірш Тараса Шевченка, написаний 1859 року у Лихвені (нині с. Лифине).

## Написання та публікація
Збереглася фотокопія чистового автографа вірша («Стара Україна» 1925, № 3/4, стор. 42); чистовий автограф; та список рукою Г. Честахівського в «Більшій книжці».
Дата в автографі, опублікованому в журналі «Стара Україна» — «7 іюня в Лихвені»: у «Більшій книжці» — «Лихвен, 7 июня». Твір написано під час останньої подорожі Шевченка на Україну на хуторі Лихвені Лебединського повіту Харківської губернії (нині с. Лифине, Лебединського району Сумської області) 7 червня 1859 року. Невідомо, яку подію у взаєминах із своїм добрим знайомим, інженером-архітектором Ф. Черненком, бажав вшанувати поет, назвавши у пізніше дописаній присвяті Черненкові дату 22 вересня 1859 року — можливо, як припускав Ю. О. Івакін, йшлося про їхню зустріч після повернення Шевченка з України чи якесь родинне свято.
Найранішим з відомих джерел тексту був автограф, що належав Науковому товариству імені Шевченка у Львові. І. Франко зняв копію для видання творів Шевченка, здійсненого ним у 1908 році. Фотокопію автографа опубліковано в журналі «Стара Україна»; у рядках 3 та 11 є відміни від основного тексту. Автограф не зберігся.
Пізніше написано чистовий автограф з авторською датою «1859. 23 августа. Гирівка», що містить варіанти в п’ятому і шостому рядках. Основним джерелом тексту є список рукою Г. Честахівського в «Більшій книжці» з авторською датою «Лихвен, 7 июня», виконаний значно пізніше, вже в Петербурзі. Шевченко виправив його й написав присвяту і дату.

## Публікація
Вперше вірш надруковано в альманасі «Хата» (СПб., 1860, стор. 90). У першодруці вірш має редакторську назву «Пісня» і відміну в рядку 1: «Ой по горі ромен цвіте». Вперше введено до збірки творів у виданні: «Кобзарь Тараса Шевченка / Коштом Д. Е. Кожанчикова» (СПб., 1867, стор. 631), за першодруком.
За публікацією «Хати» зроблено рукописні копії: у збірці «Сочинения Т. Г. Шевченка» 1862 року; у «Кобзарі» 1860 року з рукописними вклейками; у рукописних «Кобзарях» — 1865 року, переписаному Д. Демченком, та 1866 року. 

## Сюжет
У вірші в народнопісенній формі передається традиційна тема шукання долі. Можливо, що зміст твору навіяний поетові мріями про одруження. 

## Музика
Музику до твору написали П. Сениця, Є. Юцевич, Г. Гладкий, І. Островерхий, М. Лисенко, Я. Степовий.